# Костадин Лагадинов
Костадин Атанасов Лагадинов, използвал псевдонима Петър Стефанов Бързоков, е деец на Българската комунистическа партия, участник в комунистическото съпротивително движение по време на Втората световна война, партизанин от партизански отряд „Никола Парапунов“. Военен юрист, генерал-майор.

## Биография
Костадин Лагадинов е роден на 11 април 1913 година в град Мехомия. Завършва Солунската гимназия „Св. св. Кирил и Методий“ в Горна Джумая. Студент по право в Софийския университет. В 1932 година става член на Българския комунистически младежки съюз, а в 1941 година – на БКП. Нелегален от 1 април 1932 г. За политическа дейност е осъден задочно на 12,5 години затвор по Закона за защита на държавата.
Емигрира в СССР в 1934 година, където завършва Танкова школа. Служи в Първи механизиран танков полк на Червената армия. На 5 август 1937 г. е арестуван от НКВД. Следствен в затвора „Лубянка“ и „Бутирка“. Осъден по обвинение в шпионаж на 8 години затвор. Въдворен е в лагер в Коми.
Освободен е на 23 юни 1941 година.
По време на Втората световна война е включен в групата на подводничарите. На 11 август 1941 година от подводната лодка „Щ-211“ с командир капитан-лейтенат Александър Девятко с групата на Цвятко Радойнов акостира на българския бряг до устието на Камчия. Един от малцината оцелели подводничари. Пеш се добира до Разлог и става партизанин заедно с баща си Атанас Лагадинов, братята Асен Лагадинов и Борис Лагадинов и сестрата Елена Лагадинова в партизански отряд „Никола Парапунов“. В 1943 – 1944 година е помощник-командир на отряда.
След Деветосептемврийския преврат в 1944 година довършва образованието си по право в Софийския университет. Служи в Българската народна армия. Достига до звание генерал-майор през 1969 г. В края на 60-те години е началник на военно-съдебен отдел. Военен юрист, председател на Софийския военен съд. Уволнен след разкриването на заговора на Иван Тодоров-Горуня срещу Тодор Живков.
Удостоен е със званието „Герой на социалистическия труд“ (1973), орден „Георги Димитров“ (1983)